# Райт, Томас (астроном)
Томас Райт (англ. Thomas Wright; 22 сентября 1711 — 25 февраля 1786) — английский астроном, математик, создатель инструментов, архитектор и дизайнер садовых ландшафтов. Он был первым, кто описал форму Млечного Пути и предположил, что слабые туманности являются далёкими галактиками.

## Жизнь и творчество
Райт родился в Байерс-Грин в графстве Дарем. В 1730 году он создал школу в Сандерленде, где преподавал математику и навигацию. Позднее он переехал в Лондон, чтобы работать над рядом проектов для своих богатых покровителей. Затем он вернулся в графство Дарем и построил небольшую обсерваторию в Вестертоне.

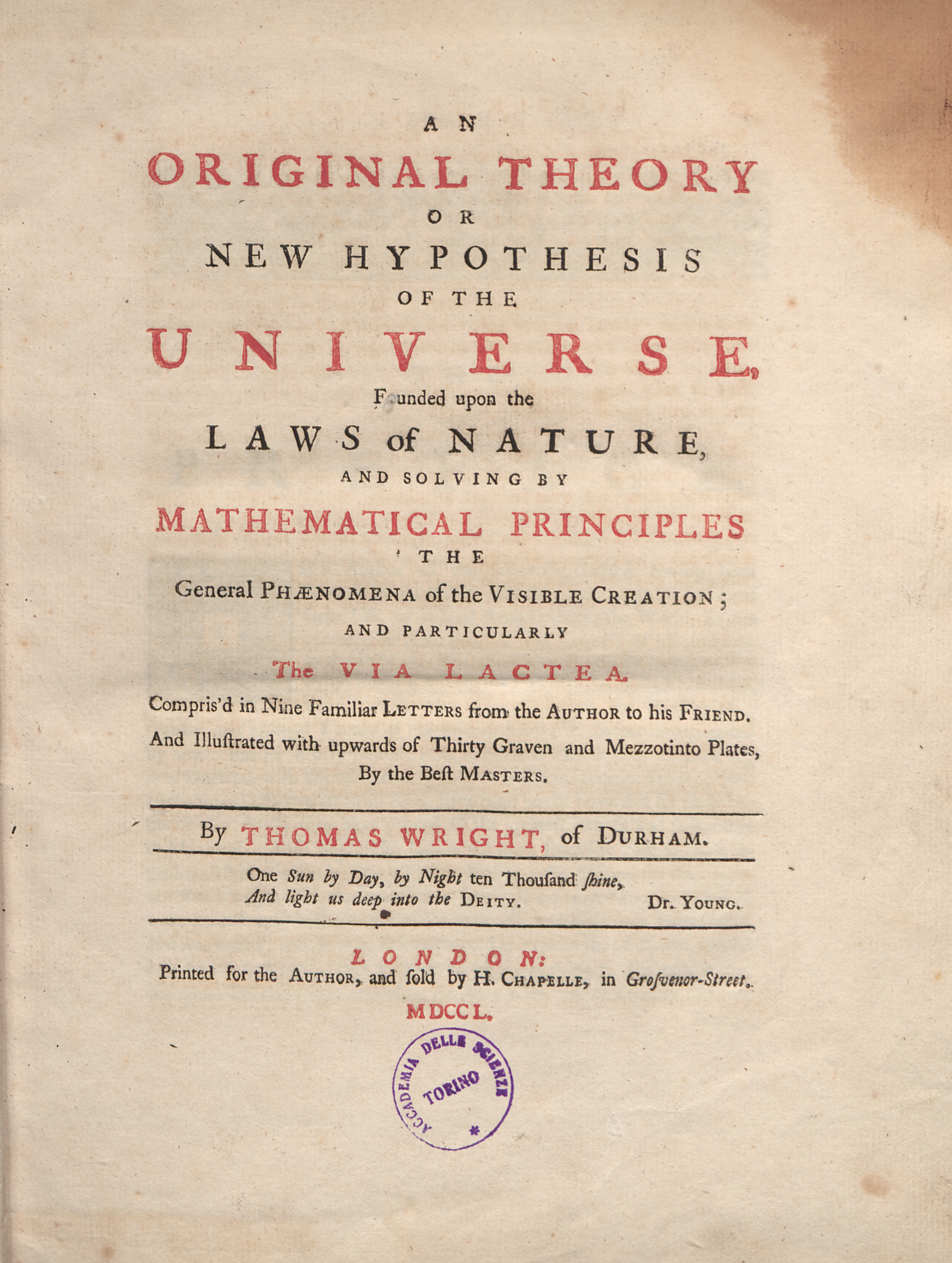
An original Theory or new Hypothesis of the Universe

Наиболее известной работой Райта является An original theory or new hypothesis of the Universe (1750), в которой он объясняет появление Млечного Пути как «оптический эффект, связанный с нашим погружением в то, что в местном масштабе приближается к плоскому слою звёзд». Райт представил две модели: диска, состоящего из звёзд, обращающихся вокруг «божественного центра», и сферической оболочки из звёзд. Солнечная система находилась внутри этого диска или оболочки, что объясняло наблюдаемую форму Млечного Пути.
Эта идея была подхвачена и разработана Иммануилом Кантом в его работе Allgemeine Naturgeschichte und Theorie des Himmels. Еще одной из идей Томаса Райта было то, что многие слабые туманности на самом деле представляют собой невероятно далёкие галактики; считается, что эта идея тоже оказала влияние на Канта. Кроме того, он считал невозможным существование во Вселенной лишь единственной человеческой расы.
В то же время, представления Райта не были в полном смысле слова научными. Он считал, что звёзды должны находиться в движении, однако причиной, по которой это движение появилось в его модели, было представление о том, что в «божественном центре» находится священное местоположение Творца, куда не должна была попадать материя. Звёзды, по мнению Райта, были созданы одновременно и приведены в движение божественной силой. За пределами же оболочки Млечного Пути находилась «внешняя тьма», куда исторгались души грешников.
В более поздних работах Райт отказался от идей о динамическом характере звёздного неба, вернувшись к классическому догматическому представлению о небесной тверди, звёзды на которой являются всего лишь постоянными расслоениями или огромными извержениями.

## Прочее
Предполагается, что Райт создавал дизайн садов для графа Галифакса в Хортонском особняке.
Томасу Райту также приписывают создание расширенной модели Солнечной системы, включавшей Сатурн.

## Память
В 1964 г. Международный астрономический союз присвоил имя Томаса Райта кратеру на видимой стороне Луны.